# Álvaro Archbold Núñez
Álvaro Segundo Archbold Núñez (San Andrés, 1954) es un político y abogado colombiano, que se desempeñó en dos ocasiones, una de manera interina, como Gobernador de San Andrés y Providencia. 

## Biografía
Nació en San Andrés, entonces parte de la extinta Intendencia de San Andrés y Providencia, hijo del congresista Álvaro Archbold Manuel. Desde muy joven se vinculó a la jurisprudencia, estudiando Derecho en la Universidad del Rosario, obteniendo el título de abogado.
Posteriormente, estudió Sociología del Derecho en la Universidad de París II, obteniendo el grado de DSU, con énfasis en Sociología política, Sociología Jurídica y Sociología Histórica. Así mismo, hizo una especialización en Derecho Privado en la Universidad del Rosario y estudió Gerencia Financiera de la Universidad EAFIT.
En el sector público se ha desempeñado en múltiples trabajos, entre ellos del de asesor del embajador de Colombia para los países del Caribe, asesor jurídico del extinto banco ProExpo, y director de la Seccional en San Andrés del Servicio Nacional de Aprendizaje.
En el campo político desempeñó como Secretario de Educación y Secretario del Interior de San Andrés, gerente del Banco del Estado en San Andrés y presidente de la Comisión de Vecindad Colombia-Jamaica. En mayo de 2002 se convirtió en Gobernador Encargado de San Andrés y Providencia debido a la suspensión del gobernador Ralph Newball Sotelo.
En 2003 fue candidato del Partido Liberal a Gobernador de San Andrés, resultando así elegido como gobernador para un segundo período, esta vez mediante voto popular, al haber obtenido 5.782 votos, frente a los 5.166 votos de Marlin Owkin de Rivera (Movimiento Integración Regional), los 2.426 votos de Carlos Bryan (Colombia Democrática) y los 452 de Gustavo Hooker (Movimiento Nacional). Como gobernador debió enfrentarse a los altos niveles de desempleo y delincuencia en el departamento.
Tras terminar su gobierno, se convirtió en el jefe de la disidencia al interior del Partido Liberal, contrario al jefe del partido Jack Housni Haller, siendo así el jefe de la oposición local.
Es una de las principales figuras políticas del departamento, especialmente gracias al prestigio heredado de su padre, que falleció en 2015. Líder de opinión del departamento, creó el blog "Quitasueño", en el que ha realizado varias denuncias sobre la administración local, incluso, una denuncia que hizo sobre irregularidades en un proceso de licitación fue incluida en las acusaciones que llevaron a la destitución del gobernador Ronald Housni Jaller.
En las elecciones regionales de Colombia de 2019, en las que resultó elegido el secretario general de su administración Everth Julio Hawkins, fue candidato del Partido Verde para Gobernador, sin éxito y quedando en tercer lugar.